# Шукаю друга життя
«Шукаю друга життя» (рос. «Ищу друга жизни») — радянський художній фільм, поставлений на Кіностудії «Ленфільм» у 1987 році режисером Михайлом Єршовим за мотивами повісті Михайла Паніна «Матюшенко обіцяв мовчати».
Прем'єра фільму в СРСР відбулася в жовтні 1987 року.

## Сюжет
Історія одиноких людей, які знайшли себе в людському спілкуванні і сімейному щасті.

## У ролях
- Юрій Астаф'єв —  Іван Федосійович Гущин
- Олександра Аасмяе —  Марія Панкова
- Андрій Гоголь —  Венька
- Микола Трофімов —  Микола Миколайович, друг Івана
- Юрій Соловйов —  Дюбін
- Віра Титова —  Ольга, дружина Кузьмича
- Ян Цапник —  Гоша
- Сергій Лосєв —  Ардальон, чоловік Каті, колишньої дружини Івана
- Рудольф Челіщєв —  Рудик, залицяльник Марії Панкової
- Олена Скороходова —  Ірина, вчителька музики, сусідка Кузьмича
- Юлія Яковлєва —  Інна, заводська лаборантка, дівчина на дискотеці

## Знімальна група
- Автор сценарію —  Аркадій Красильщиков
- Режисер-постановник —  Михайло Єршов
- Оператор-постановник —  Віктор Карасьов
- Художники-постановники —  Михайло Іванов, Олексій Шкеле
- Композитор —  Олег Хромушин